# Candelaria (Cuba)
Candelaria è un comune di Cuba, situato nella provincia di Artemisa.